# Keills
Keills, schottisch-gälisch: A’ Chill, ist eine Ortschaft im Nordosten der schottischen Hebrideninsel Islay. Sie gehört administrativ somit zur Council Area Argyll and Bute.
Keills liegt an der A846, der Hauptstraße der Insel, welche die beiden Hafenorte Port Askaig und Port Ellen miteinander verbindet. Port Askaig liegt etwa 1,5 Kilometer östlich, Bowmore, der Hauptort der Insel, 13 Kilometer südwestlich. Einen Kilometer in östlicher Richtung befand sich einst die heute aufgegebene Ortschaft Ballochray.

## Geschichte
Direkt nördlich der Ortschaft befindet sich der Schaft eines Keltenkreuzes nahe den Ruinen der historischen Kapelle. Der obere Teil des Kreuzes ist abgebrochen, sodass nur der 1,80 m hohe Schaft mit einer Grundfläche von 28 cm × 16 cm erhalten ist. Das Kreuz stammt wahrscheinlich aus dem 14.–15. Jahrhundert und entspricht in seiner Gestaltung den Kreuzen auf Iona. Da das Kreuz nicht mehr stabil auf seinem Sockel verankert war und sich zur Seite neigte, wurde dieser restauriert. Es handelt sich wahrscheinlich um den Originalsockel, der jedoch bereits zuvor zu Ende des 19. Jahrhunderts restauriert wurde. Unterhalb des Sockels befindet sich ein Cairn. In der Nähe von Kreuz und Kapelle befand sich einst die Grenzmauer zwischen Keills und dem benachbarten Persabus.
Im Jahre 1841 wurden in Keills 83 Einwohner gezählt. Zehn Jahre später lag die Einwohnerzahl nahezu unverändert bei 80. In aktuellen Zensusdaten ist Keills nicht separat gelistet. Bei Keills wurde einst Blei abgebaut.